# Nuottamajärvi (sjö, lat 69,08, long 28,67)
Nuottamajärvi är en sjö i Finland. Den ligger i kommunen Enare i landskapet Lappland, i den norra delen av landet, 1 000 km norr om huvudstaden Helsingfors. Nuottamajärvi ligger 155,4 meter över havet. Arean är 1,05 kvadratkilometer och strandlinjen är 13,47 kilometer lång. Sjön  ingår i Pasvik älvs huvudavrinningsområde. 
I övrigt finns följande i Nuottamajärvi:
- Puornâlássá (en ö)